# Sokolica (Saybuscher Beskiden)
Sokolica, deutsch Falkenberg, ist ein 1367 Meter hoher Berg in Polen in den Saybuscher Beskiden. Ein gleichnamiger Berg befindet sich in den Pieninki.
Der Gipfel liegt auf polnischem Staatsgebiet unweit der Grenze zur Slowakei. Auf seinen Gipfel befindet sich eine Aussichtsplattform mit einem weiten Panoramablick bis von der Babia Góra im Südwesten über die Schlesischen Beskiden im Nordwesten, die Kleinen Beskiden im Norden bis zu dem Makower Beskiden im Nordosten.

## Lage
Der Berg liegt im Nationalpark Babia Góra. Über den Berg verläuft die Europäische Hauptwasserscheide zwischen dem Schwarzen Meer (Donau) und der Ostsee (Weichsel). Auf den Berg führen mehrere Wanderwege, unter anderem der Beskidenhauptwanderweg und der Naturfreundepfad von der Markowe-Szczawiny-Hütte. Der Name geht auf einen hier im 19. Jahrhunderten Steinadler zurück, der fälschlicherweise für einen Falken gehalten wurde.